# يوسف الدوخي
يوسف الدوخي، لاعب كرة قدم كويتي سابق، لعب مع منتخب الكويت ونادي كاظمه سابقا وواحد من أبرز المدافعين الذين شغلوا أكثر من مركز في هذا الخط، وكان أداؤه ثابتاً في كل الأماكن، لمع اسمه سريعاً في صفوف الفريق الأول لنادي كاظمة وهو لم يبلغ من العمر 17 عاماً، وسرعان ما أصبح كأحد المدافعين الذين يعتمد عليهم المنتخب الوطني في خط دفاعه، وعلى الرغم من اعتزاله في سن مبكر بسبب الإصابة، الا ان يوسف الدوخي صنع خلال الفترة القليلة التي لعبها وهي ما يقرب من 7 سنوات تاريخاً طويلاً، ذلك انه بدأ رحلته مبكراً مع الفريق الأول لكاظمة والمنتخب الوطني.
وعمل بعدها في الإدارة بنادي كاظمه كمساعد لمدير الكرة فواز بخيت وحققوا العديد من النتائج المميزة.

## روابط خارجية
- يوسف الدوخي على موقع الاتحاد الدولي (مؤرشف)  (الإنجليزية)
- يوسف الدوخي على موقع ناشيونال فوتبول تيمز (الإنجليزية)
- يوسف الدوخي على موقع كووورة
- يوسف الدوخي على موقع أوليمبيديا (الإنجليزية)